# Корпус фари
Корпус фари — це конструктивний елемент автомобільної фари, який забезпечує її цілісність, захищає внутрішні компоненти та служить для кріплення до кузова автомобіля. Він є одним із ключових елементів освітлювальної системи автомобіля, впливаючи на довговічність і функціональність фари.

## Історія розвитку
Розвиток корпусів фар відбувався паралельно з удосконаленням технологій автомобільного освітлення:
- Початок XX століття – перші автомобілі мали фари з металевими корпусами та карбідними лампами, які працювали на газі.
- 1920-ті роки – почалося використання електричних ламп, що вимагало більш стійких корпусів із металу.
- 1930–1950-ті роки – широке застосування скляних розсіювачів із масивними металевими корпусами.
- 1960-ті роки – поява пластмасових корпусів, які значно зменшили вагу фар.
- 1980-ті роки – використання полікарбонату для корпусів фар, що підвищило їхню міцність і термостійкість.
- 2000-ні роки – інтеграція складних LED-модулів і адаптивних технологій, що потребували корпусів з ефективними системами охолодження.
- Сучасність – виробництво корпусів із високотехнологічних полімерів із підвищеною стійкістю до ультрафіолету та механічних пошкоджень.

## Конструкція
Корпус фари об'єднує та утримує всі основні компоненти фари в певному порядку, серед яких:
- Рефлектор — дзеркальна поверхня, що спрямовує світловий потік.
- Лінза (у проєкційних фарах) — формує правильний промінь світла.
- Джерела світла — галогенні, світлодіодні або ксенонові лампи.
- Світлодіодні модулі (у сучасних фарах).
- Електропроводка та блок розпалу (у ксенонових фарах).
- Скло фари — захищає внутрішні елементи від зовнішніх впливів.

## Корпуси фар для різних марок автомобілів
Корпуси фар випускаються для всіх марок і моделей автомобілів, включаючи легкові, вантажні та спеціалізовані транспортні засоби. Оригінальні та аналогові корпуси можна знайти для таких виробників:
- Audi (наприклад, Audi A4, Audi Q7)
- BMW (наприклад, BMW 5 Серії, BMW X5)
- Mercedes-Benz (наприклад, Mercedes-Benz E-Клас, Mercedes-Benz G-Клас)
- Volkswagen (наприклад, Volkswagen Passat, Volkswagen Golf)
- Toyota (наприклад, Toyota Camry, Toyota Land Cruiser)
- Honda (наприклад, Honda Accord, Honda CR-V)
- Ford (наприклад, Ford Focus, Ford Explorer)
- Opel (наприклад, Opel Astra, Opel Insignia)
- Renault (наприклад, Renault Megane, Renault Duster)
- Hyundai (наприклад, Hyundai Sonata, Hyundai Tucson)
- Kia (наприклад, Kia Sportage, Kia Sorento)

Для преміальних марок, таких як Porsche, Lexus, Maserati або Tesla, корпуси фар можуть мати унікальні форми, що відповідають фірмовому дизайну бренду.

## Виробники
Основними виробниками корпусів для фар є великі світові компанії, що спеціалізуються на автомобільному освітленні. Серед них:
- Hella (Німеччина)
- Bosch (Німеччина)
- Valeo (Франція)
- Koito (Японія)
- ZKW Group (Австрія)
- Varroc (Індія)

Більшість виробництв розташовані в КНР та на Тайвані, оскільки тут знаходяться до 90% виробничих потужностей усіх сучасних автомобільних компаній.

## Сучасні технології
Останні розробки у виробництві корпусів фар включають:
- Використання наноматеріалів, що покращують міцність та легкість корпусу.
- Інтеграція активних систем охолодження, зокрема для світлодіодних і лазерних фар.
- 3D-друк пластикових компонентів для швидкого прототипування та виробництва запчастин.
- Автоматизоване збирання та контроль якості, що зменшує ризик виробничого браку.